# 27. november
27. november je 331. dan leta (332. v prestopnih letih) v gregorijanskem koledarju. Ostaja še 34 dni.

## Dogodki
- 1095 – papež Urban II. razglasi prvo križarsko vojno
- 1895 – Alfred Nobel sestavi oporoko, ki je temelj Nobelove nagrade
- 1901 – v Moskvi prvič izvedejo Rahmaninovov Klavirski koncert št. 2 v c-molu
- 1919 – v mestu Neuilly-sur-Seine podpisana mirovna pogodba z Bolgarijo
- 1941 – osvobojena celotna Etiopija
- 1942 – francoska flota se sama potopi pri Toulonu
- 1989 – ustanovljena koalicija Demos, ki je spomladi 1990 zmagala na prvih demokratičnih volitvah

## Rojstva
- 1127 – cesar Xiaozong, dinastija Južni Song († 1194)
- 1701 – Anders Celsius, švedski astronom († 1744)
- 1848 – Henry Augustus Rowland, ameriški fizik, astronom († 1901)
- 1858 – princ Devavongse Varoprakarn, tajski politik († 1923)
- 1865 – Janez Evangelist Krek, slovenski teolog, sociolog, publicist, politik († 1917)
- 1874 – Chaim Weizmann, izraelski kemik, predsednik († 1952)
- 1921 – Aleksander Dubček, slovaški politik († 1992)
- 1930 – Vladimir Andrejevič Uspenski, ruski matematik
- 1932 – Benigno Aquino mlajši - Ninoy, filipinski politik († 1983)
- 1940 – Bruce Lee, hongkonško-ameriški filmski igralec († 1973)
- 1942 – Jimi Hendrix, ameriški glasbenik († 1970)

## Smrti
- 8 pr. n. št. – Horac, rimski pesnik (* 65 pr. n. št.)
- 511 – Klodvik I., frankovski kralj (* 466)
- 602 – Mavricij, bizantinski cesar (* 539)
- 1198 – Konstanca Sicilska, sicilska kraljica, rimsko-nemška cesarica, regentinja (* 1153)
- 1198 – Abraham ben David, francoski judovski učenjak (* 1125)
- 1252 – Blanka Kastiljska, francoska kraljica, regentinja (* 1188)
- 1309 – Oton IV., mejni grof Brandenburg-Stendala (* 1238)
- 1382 – Philip van Artevelde, flamski narodni heroj (* 1340)
- 1539 – Ivan Kacijanar, kranjski deželni glavar, poveljnik (* 1491 ali 1492)
- 1680 – Athanasius Kircher, nemški jezuit, teolog, učenjak (* 1602)
- 1754 – Abraham de Moivre, francoski matematik (* 1667)
- 1769 – Kamo no Mabuči, japonski šintoistični teolog, filozof, filolog in pesnik (* 1697)
- 1811 – Gaspar Melchior de Jovellanos, španski pisatelj, državnik (* 1744)
- 1852 – Ada Lovelace, angleška matematičarka (* 1815)
- 1895 – Alexandre Dumas sin, francoski pisatelj, dramatik (* 1824)
- 1901 – Franc Kalister, slovenski poslovnež in mecen (* 1839)
- 1916 – Emile Verhaeren, belgijski (valonski) pesnik (* 1855)
- 1920 – Alexius Meinong, avstrijski filozof (* 1853)
- 1933 – Ivan Perne, slovenski diplomat in pravnik (* 1889)
- 1936 – Basileios Zacharias - Basil Zaharoff, grški trgovec z orožjem (* 1849)
- 1936 – Edward Bach, angleški homeopat in utemeljitelj cvetnega zdravljenja (* 1886)
- 1943 – Ivo Lola Ribar, hrvaški publicist, politik (* 1916)
- 1953 – Eugene O'Neill, ameriški dramatik (* 1888)
- 1955 – Arthur Oscar Honegger, francoski skladatelj švicarskega rodu (* 1892)
- 1985 – Fernand Braudel, francoski zgodovinar (* 1902)

## Prazniki in obredi
- Liturgični praznik prikazanja čudodelnega svetnika